# Adriana Salvatierra
Adriana Salvatierra Arriaza (Santa Cruz de la Sierra, 3 de junho de 1989) é uma política boliviana. Foi a presidente do Senado da Bolívia a partir de janeiro de 2019. Em 2015, foi eleita para o Senado como membro do Movimento para o Socialismo do departamento de Santa Cruz.
A entrada de Adriana Salvatierra na política data do ano de 2005, quando Salvatierra, com apenas 16 anos, ingressou nas fileiras do Movimento pelo Socialismo liderado por Evo Morales. Em 2014, a organização de jovens de seu partido a elegeu como candidata a senadora por seu profissionalismo e o trabalho de base com organizações sociais, civis e camponesas. Ela foi eleita para o Senado aos 26 anos. Aos 29 anos, Salvatierra era a mais jovem presidente do Senado na história da Bolívia.
Salvatierra anunciou sua renúncia em 10 de novembro de 2019, logo após Morales renunciar à presidência em meio a uma crise política no país.